# Torre Willis
La Torre Willis (o bé en anglès Willis Tower) és un gratacel a Chicago, Illinois, i és el segon edifici més alt dels Estats Units, mesurat des de la planta baixa fins a la terrassa. L'antena de l'edifici World Trade Center el sobrepassava per 58 cm (1.9 ft) fins que va ser destruït l'11 de setembre de 2001, actualment el nou One World Trade Center l'ha tornat a sobrepassar. L'edifici es deia la Torre Sears fins a 2009, quan Willis Group Holdings, una companyia d'assegurança basada en Londres, va arrendar una part de l'edifici i, com a part de la transacció, va comprar el dret de nom de l'edifici. El nom va canviar oficialment el 16 de juliol de 2014. Originalment construït per Sears, Roebuck & Company, va ser dissenyat per l'arquitecte Bruce Graham i per l'enginyer estructural Fazlur Khan de Skidmore, Owings & Merrill.
En 2013, l'inquilí més important de l'edifici és United Airlines, el qual va traslladar la seva seu corporativa de la United Building al 77 West Wacker Drive en 2012 i en l'actualitat ocupa al voltant de 20 plantes amb la seva seu i centre d'operacions.
La direcció oficial de l'edifici és 233 South Wacker Drive, Chicago, Illinois 60606.

## Història

### Construcció

La torre està dividida en "tubs".

En 1969, Sears era l'empresa detallista més gran del món, amb aproximadament 350 000 empleats. Els executius de Sears van decidir ajuntar als milers d'empleats en oficines distribuïdes al voltant de Chicago en un edifici a la zona oest del Chicago Loop. Amb demandes d'espai de 3 milions de peus quadrats (280 000 de metres quadrats), i amb prediccions d'una futura expansió necessitant espai, Sears va contractar a Skidmore, Owings and Merrill (SOM) per construir una estructura que es convertiria en un dels edificis d'oficines més alts del món. L'equip de l'arquitecte Bruce Graham i l'enginyer Fazlur Khan van dissenyar l'edifici com 9 "tubs" quadrats, cadascun, essencialment un edifici separat cadascun. Els 9 tubs s'alçarien fins al pis número 50 de l'edifici. En aquest pis, els tubs nord-oest i sud-est acaben, i els altres 7 continuen pujant. En el pis número 66, els tubs nord-est i sud-oest acaben. En el 90, els tubs nord, est, i sud. Els tubs que queden (centre i oest) segueixen fins al 108.
Els executius de Sears van decidir que l'espai que ocuparien immediatament havia de ser dissenyat per allotjar el seu Merchandise Group. Però algunes parts havien de ser llogades a empreses menors, fins que Sears creixés i les usés.
Com Sears continuava tenint plans optimistes de creixement, l'altura proposada per a la torre va avançar fins a més de 100 pisos i va sobrepassar l'altura de l'incomplet World Trade Center de Nova York que es convertiria a l'edifici més alt del món. Restringit en altura per un límit imposat per la Federal Aviation Administration (FAA) per protegir el tràfic aeri, la Torre Sears va ser finançada per la companyia. Se li van agregar 2 antenes per permetre la difusió de televisió i ràdio. Sears i la ciutat de Chicago van aprovar el disseny, i la construcció va començar a l'abril de 1971. L'estructura va ser completada al maig de 1973. La construcció va costar aproximadament 150 milions de dòlars d'aquesta època, que serien l'equivalent a 950 milions de dòlars en 2005. En comparació, el Taipei 101, construït a Taiwan el 2004, va costar al voltant de l'equivalent a 1,75 miliards de dòlars de 2005.

### Post-obertura
Les optimistes projeccions de creixement de Sears no s'havien concretat. La competència amb els seus rivals (com Montgomery Ward) va continuar, amb nova competència d'altres gegants en el comerç minorista: Kmart, Kohl's, i Wal-Mart. La fortuna de Sears & Roebuck va declinar en els 70. La torre Sears no era el que Sears havia esperat que fos, una meitat de la torre va estar desocupada durant més d'una dècada.
En 1994 Sears va vendre l'edifici a AEW Capital Management amb finançament de MetLife.
En aquest moment, un terç estava vacant, i per 1995, Sears havia desocupat l'edifici completament, movent-se a un nou office campus a Hoffman Estates.
En 1997 TrizecHahn Corp (el propietari en aquesta època de la Torre CN) va comprar l'edifici per 110 milions de dòlars, i l'adquisició d'obligacions per 4 milions i d'una hipoteca de 734 milions. En 2003 Trizec va cedir l'edifici a MetLife.
En 2004 MetLife va vendre l'edifici a un grup d'inversors, incloent Joseph Chetrit, Joseph Moinian, Lloyd Goldman, Joseph Cayre, Jeffrey Feil i American Landmark Properties. El preu acordat era 840 milions, amb 825 milions de dòlars retinguts en una hipoteca.
El juny de 2006, set homes van ser arrestats a Miami pel FBI i acusats de planejar destruir la torre.Després de tres judicis, cinc dels sospitosos van ser condemnats i dos absolts. El líder del grup, Narseal Batiste, va ser sentenciat a 13 anys i mig de presó al novembre de 2009.

## Plans

Willis Tower en comparació amb altres edificis

Al febrer de 2009, els amos van anunciar que consideraven pintar l'estructura de la torre de plata. La pintura "rebatejaria" l'edifici i realçaria les millores en eficiència energètica. El cost estimat és de 50 milions de dòlars.
Des de 2007, els amos de l'edifici han considerat construir un hotel en el costat nord de Jackson, entre Wacker i Franklin, a la plaça que és l'entrada a la terrassa d'observació. L'aparcament de la torre està sota la plaça. Els amos van dir que el segon edifici va ser considerat en el disseny original. La legislació de la ciutat no permet la construcció d'una torre tan alta en aquest espai.

## ElSkydeck

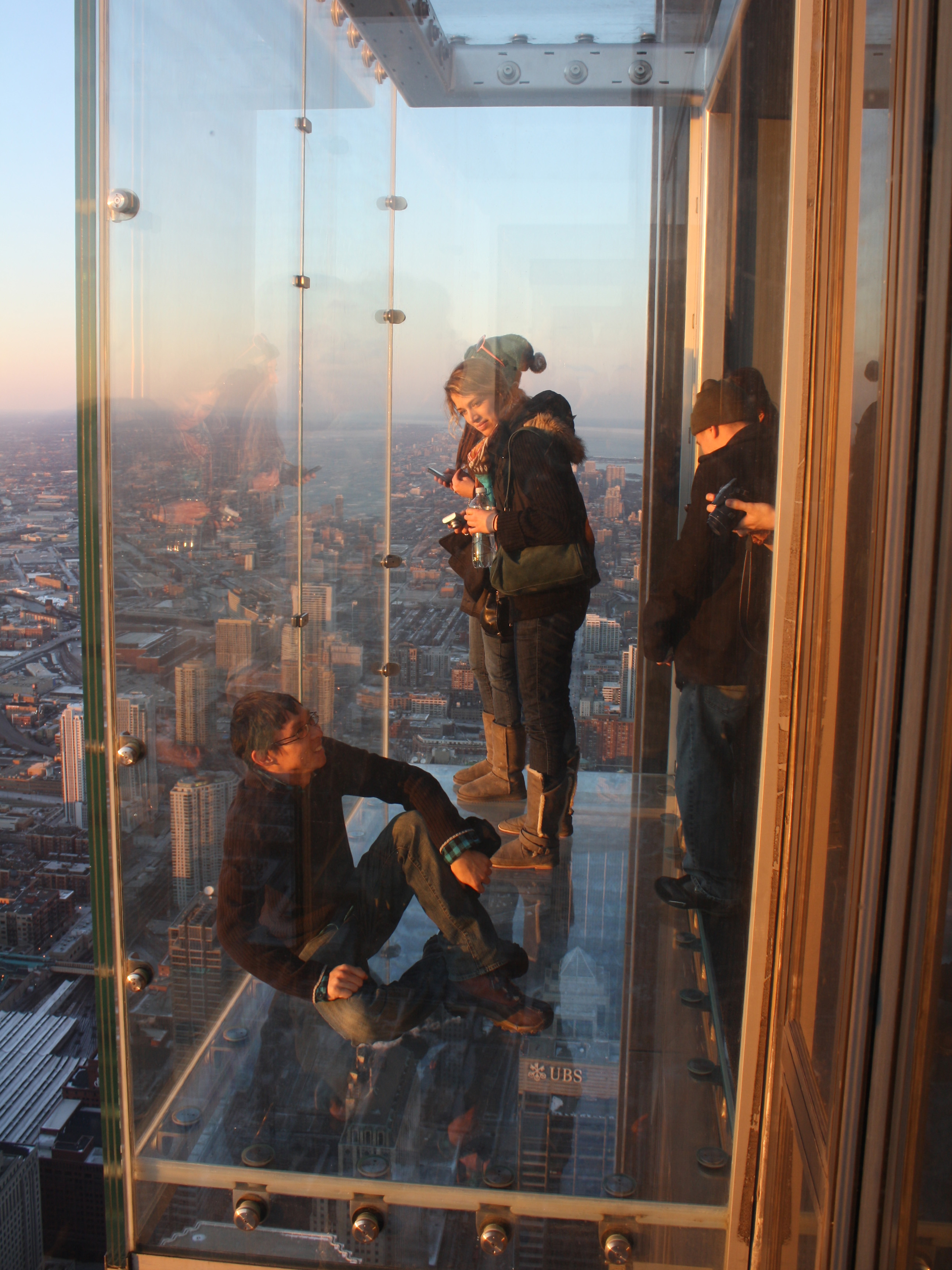
Balconada de vidre en el Skydeck.

El mirador de la Torre Willis, anomenat el Skydeck, va obrir el 22 de juny de 1974.
Situat en el pis 103 de la torre, està a 413 metres d'altura i és una de les atraccions turístiques més famoses de Chicago.
Els turistes poden experimentar com l'edifici es balanceja en un dia ventós. Poden veure fins a les planícies d'Illinois i fins al Llac Míchigan en Indiana, Míchigan i Winsconsin en un dia buidat. Els ascensors porten als turistes a dalt de tot en només60 segons.
El Skydeck competeix amb el pis d'observació del John Hancock Center, a una milla i mitjana de distància, que és 98 metres més baix. Uns 1,3 milions de turistes visiten el Skydeck anualment. Un segon Skydeck en el pis 99 és usat quan el pis 103 està tancat.
L'entrada turística pot ser trobada en la part sud de l'edifici al Jackson Boulevard.
El gener de 2009, els propietaris de la Torre Willis van començar una renovació del Skydeck, per incloure la instal·lació d'unes balconades de vidre, estesos aproximadament quatre peus sobre Wacker Drive des del pis 103. Les "caixes" de vidre permeten als visitants mirar a través del sòl fins al carrer a 412 m per sota. Les caixes, que poden suportar 5 tones curtes de pes (equivalents a 4 536 kg de pes), van obrir al públic el 2 de juliol de 2009.

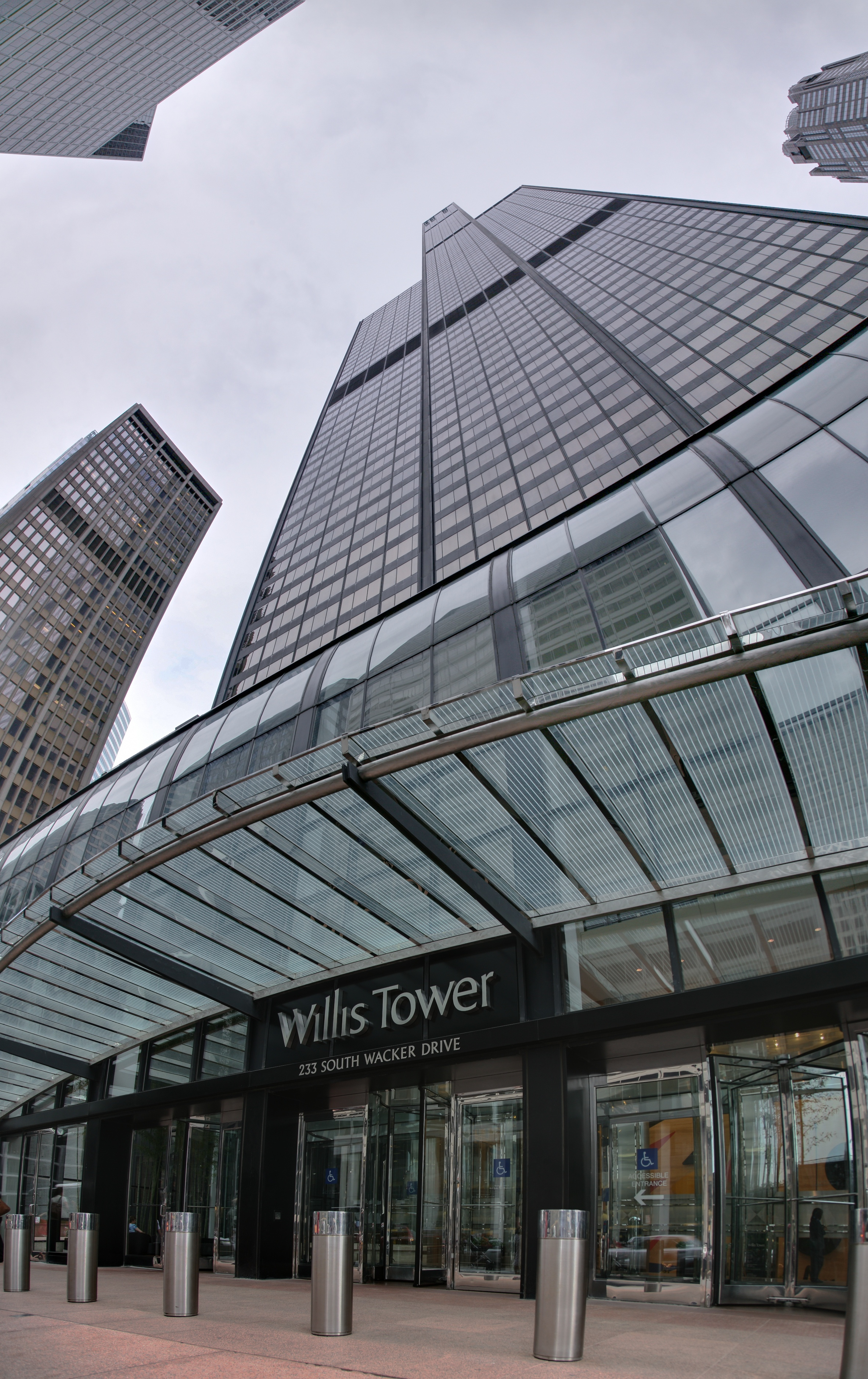
Façana oest i entrada.

L'agost de 1999, l'escalador francès Alain "Spiderman" Robert, usant solament les seves mans i peus, va escalar l'edifici fins dalt. Una boira es va instal·lar prop del final, fent els últims 20 pisos relliscosos.

## Drets de nom

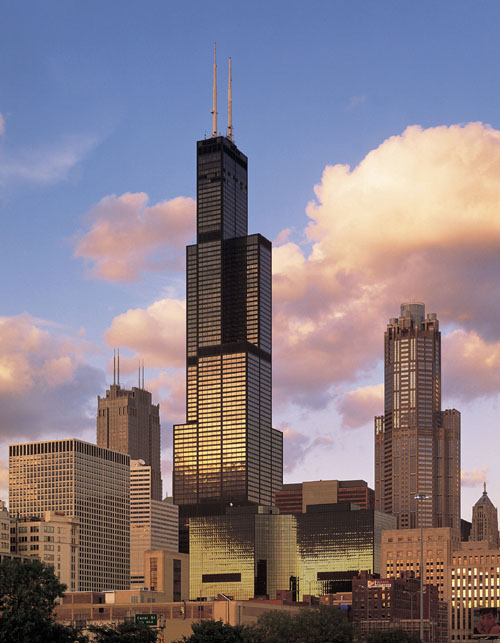
Sears Tower

Encara que Sears va vendre la torre en 1994 i la va desocupar totalment en 1995, la companyia va retenir els drets de nom fins al 2003. Els nous propietaris van rebutjar els contractes de reanomenar la torre amb CDW Corp en 2005 i el Comitè Olímpic Nord-americà en 2008. En 2009, Willis Group Holdings, Ltd. va llogar més de 13 000 m² d'espai en tres pisos, i els drets de nom van ser obtinguts com a part de les negociacions. L'edifici va ser finalment reanomenat com a Willis Tower (Torre Willis) el 16 de juliol de 2009. Els drets de nom són vàlids durant 15 anys pel que és possible que el nom canviï una altra vegada en 2024.
El nou nom no va ser ben acollit pels ciutadans de Chicago i el segueix anomenant col·loquialment "Torre Sears".

## En la cultura popular

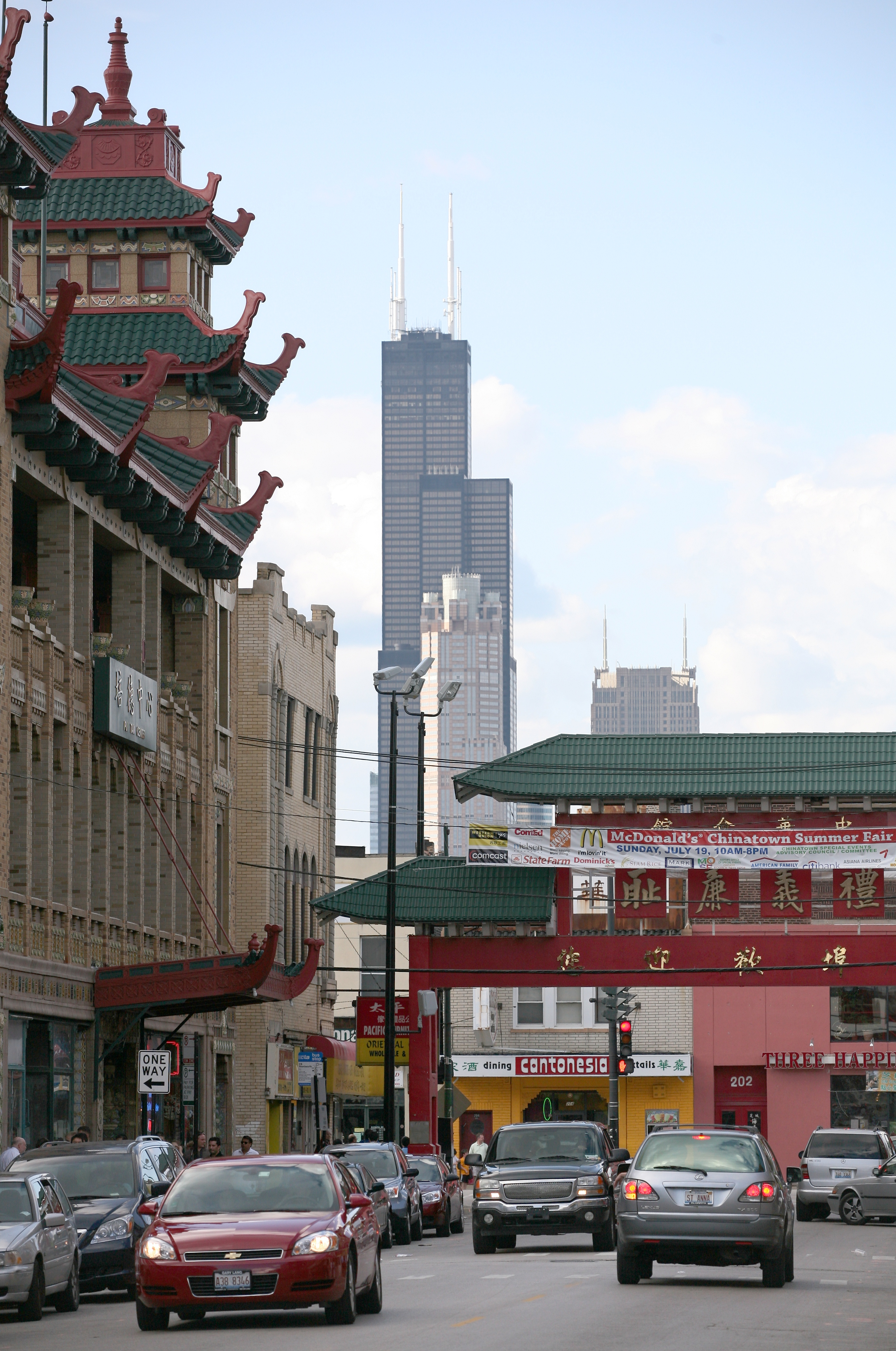
La Torre Willis vista des del Chinatown de Chicago.

### Televisió i cinema
L'edifici ha aparegut en nombroses pel·lícules i sèries de televisió, com Ferris Bueller's Day Off, on Ferris i companyia miren els carrers de Chicago des del Skydeck, o en Life After People de l'History Channel, on la Willis i altres torres sofreixen sense els humans al voltant, i s'esfondren 200 anys després que les persones s'haguessin anat. També, en un episodi de Kenan & Kel, on Kenan Rockmore i Kel Kimble decideixen escalar fins al cim de l'edifici, així Kenan pot declarar el seu amor per una noia i en un episodi de la sèrie de televisió Monk, on Adrian Monk tracta de dominar la seva por a les altures imaginant que està en el cim de la Torre Willis.
El programa de televisió Late Night with Conan O'Brien va introduir un personatge anomenat "The Sears Tower Dressed In Sears Clothing" quan el programa va visitar Chicago en 2006.
En la pel·lícula Category 6: Day of Destruction, la torre és danyada per un tornado i en Jo, Robot, és mostrada l'any 2035 amb noves antenes vermelles.
En l'episodi "1969" de la segona temporada de la sèrie de ciència-ficció Stargate SG-1, l'equip SG-1 accidentalment viatja de tornada en el temps a l'any del títol. En un moment, l'equip viatja per Chicago i la Torre Willis és mostrada (erròniament, ja que la construcció no va començar fins dos anys després en 1971).
En el llibre i posterior pel·lícula Divergent, apareix la Torre Willis, la qual en la pel·lícula es diu "La galleda", que és on, als 16 anys, els joves fan una prova d'aptitud per conèixer quina facció és la més apropiada per a cadascun.

### Altres
Versions antigues del Microsoft Flight Simulator el jugador començava en Meigs Field, podent visualitzar una versió virtual de la torre.

## Dades i estadístiques
- El cim de la Torre Willis és el punt més alt d'Illinois. La part més alta de la seva antena es troba a 527,3 metres per sobre del nivell del carrer o 708 metres sobre el nivell del mar, i el seu sostre està a 442 metres sobre el nivell del carrer o 623 sobre el nivell del mar.
- El disseny de la torre incorpora nou tubs quadrats.[34]
- Els banys en el pis 103 a 412 metres del nivell del carrer són els segons més alts en l'hemisferi occidental, només superats pel Shangai World Financial Center de la Xina[35]

## Galeria

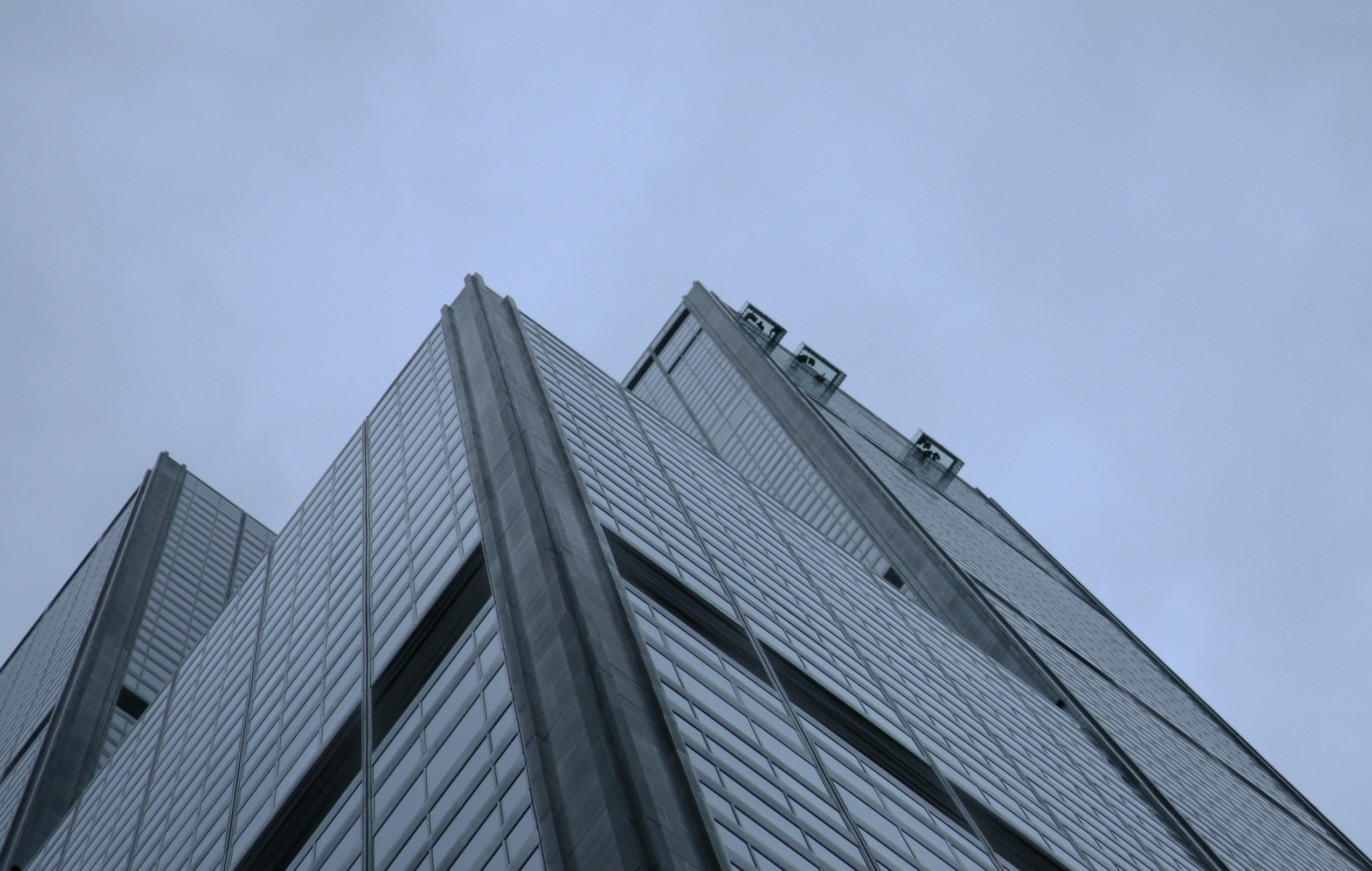
Tres "caixes" de vidre del Skydeck (a dalt a la dreta) en el pis 103.
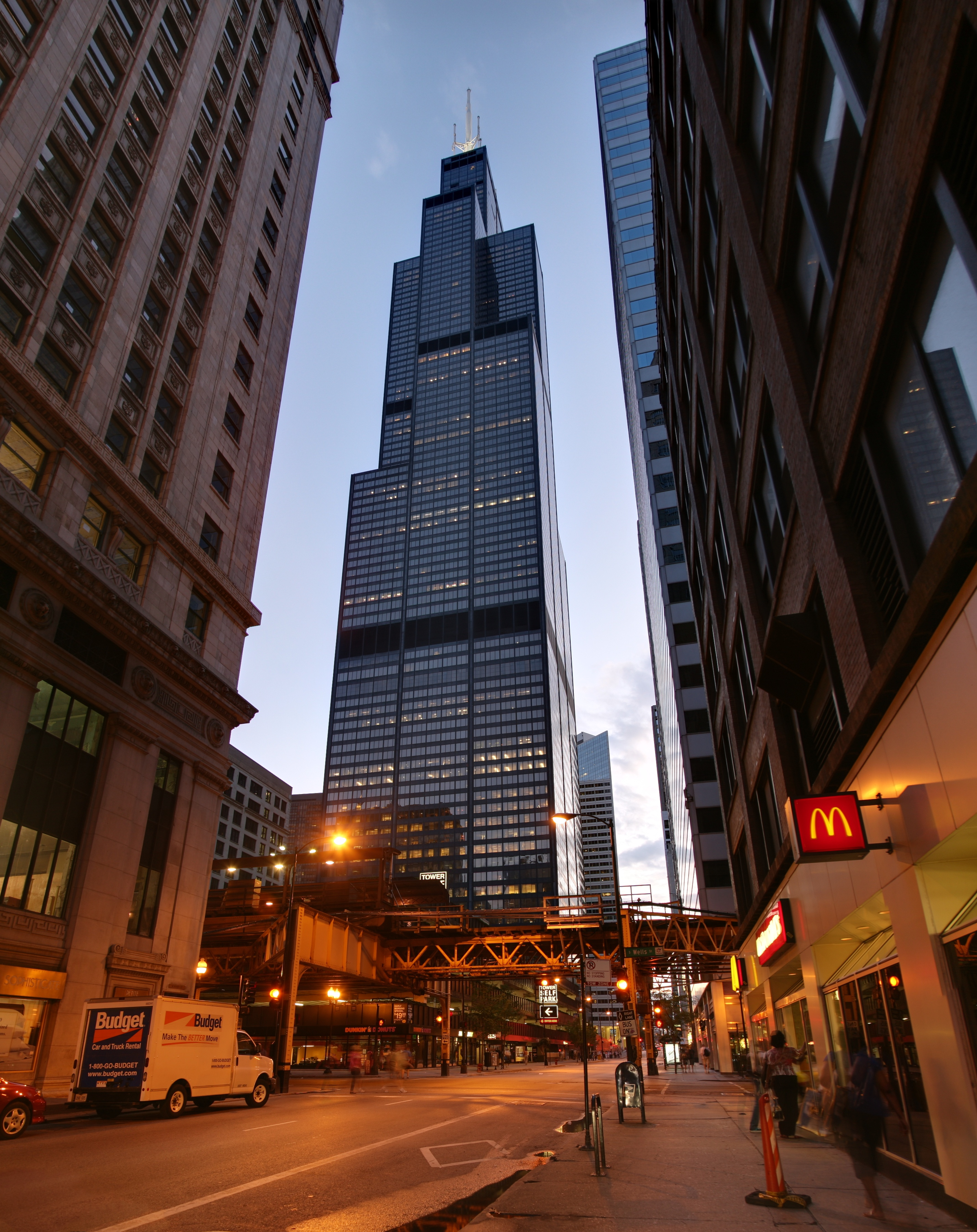
La Torre Willis de nit, vista des del Loop.
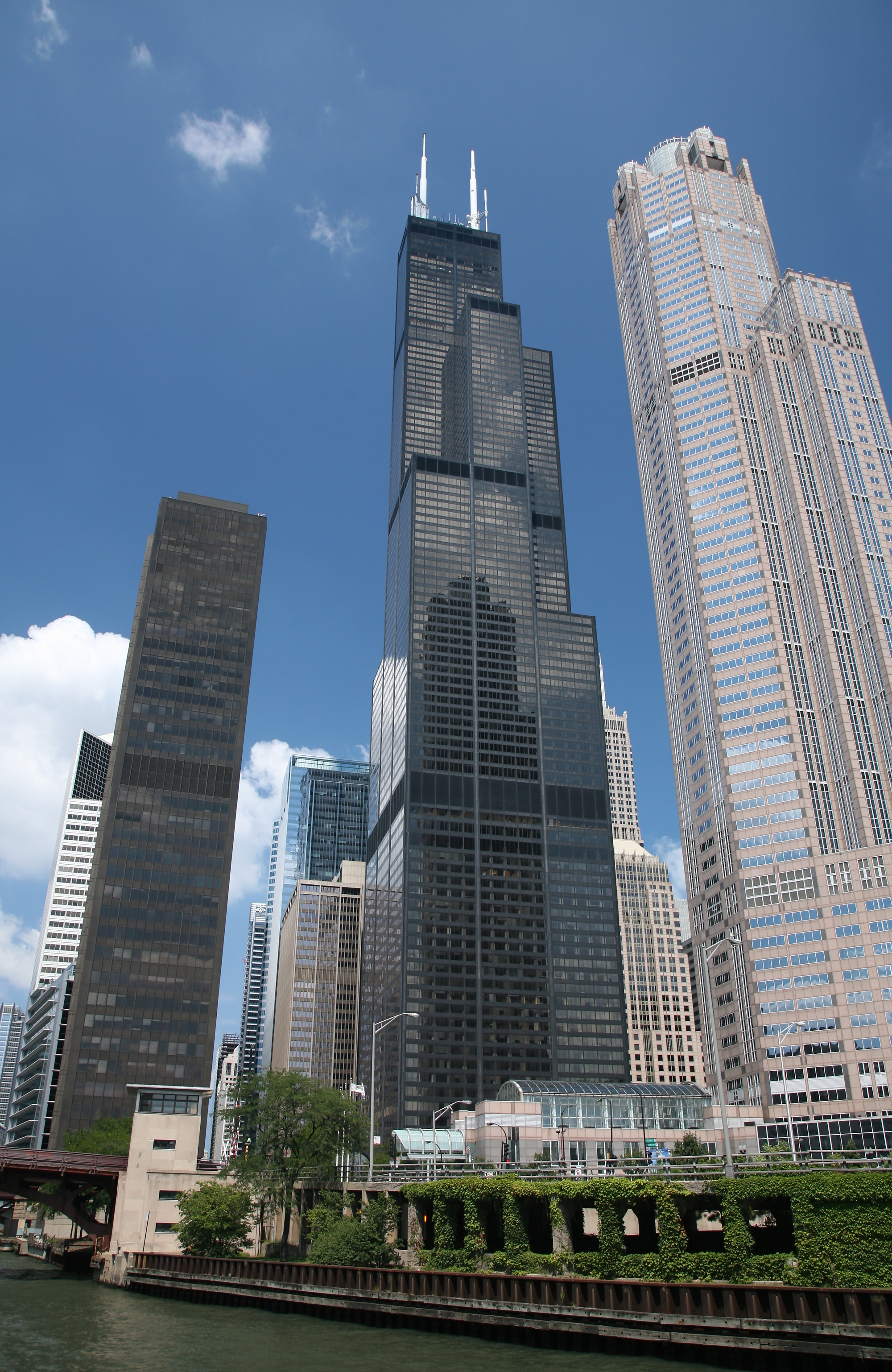
La Torre Willis vista des del Riu Chicago.
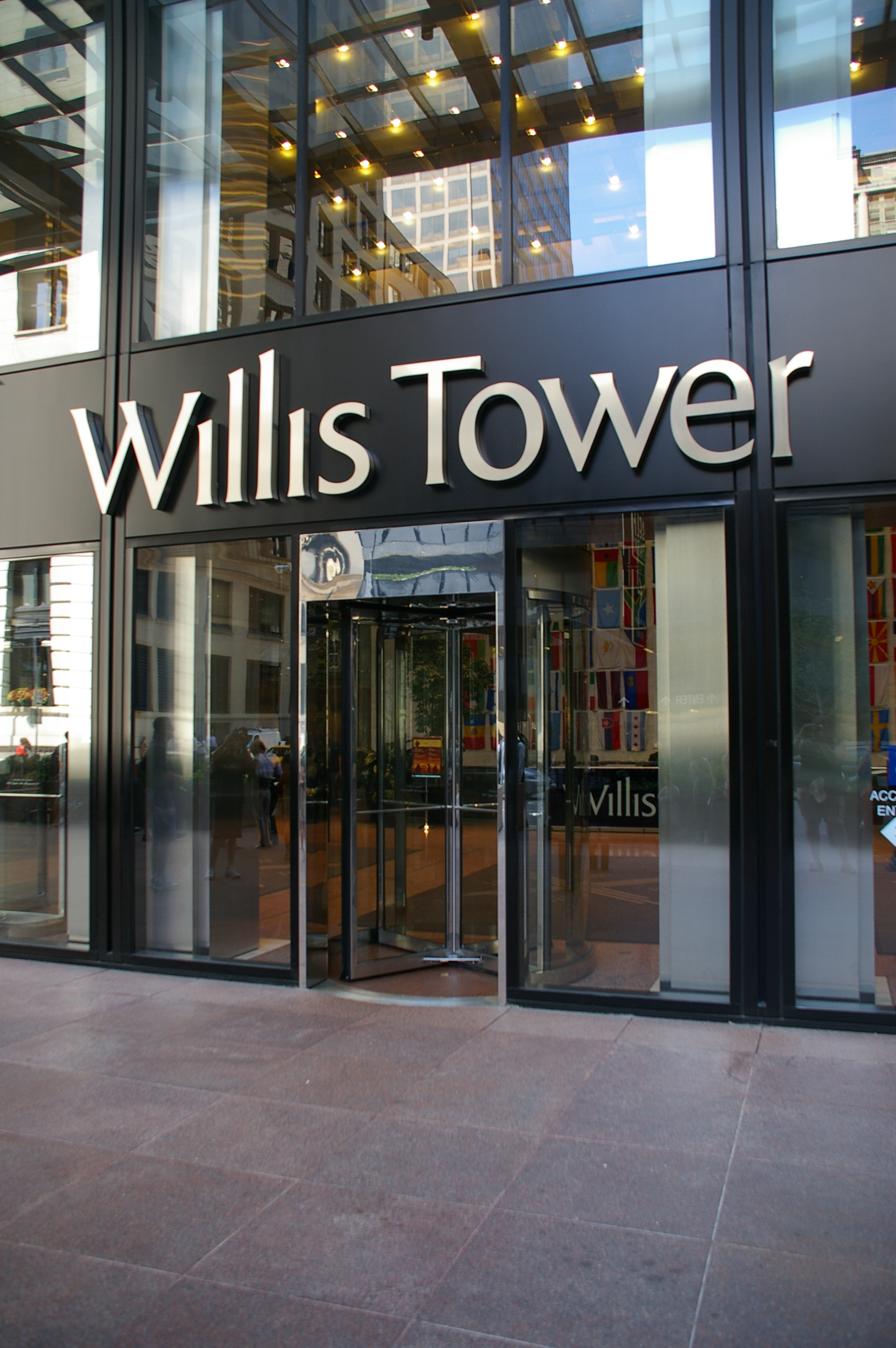
Una de les entrades de la torre.
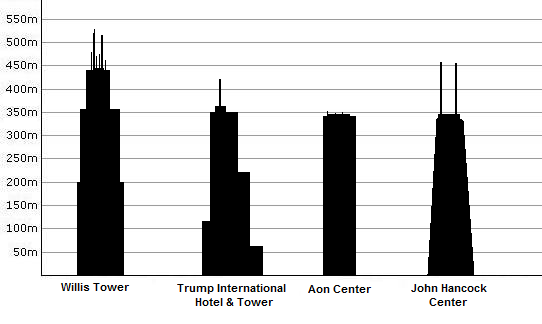
Comparació de la torre amb les altres 3 més altes de Chicago.
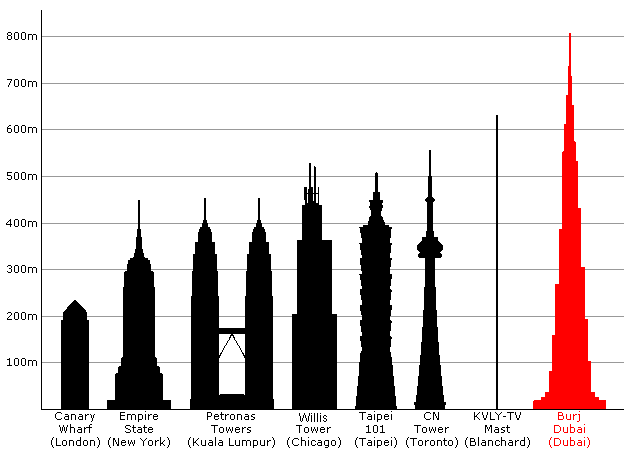
Comparació amb altres estructures importants.
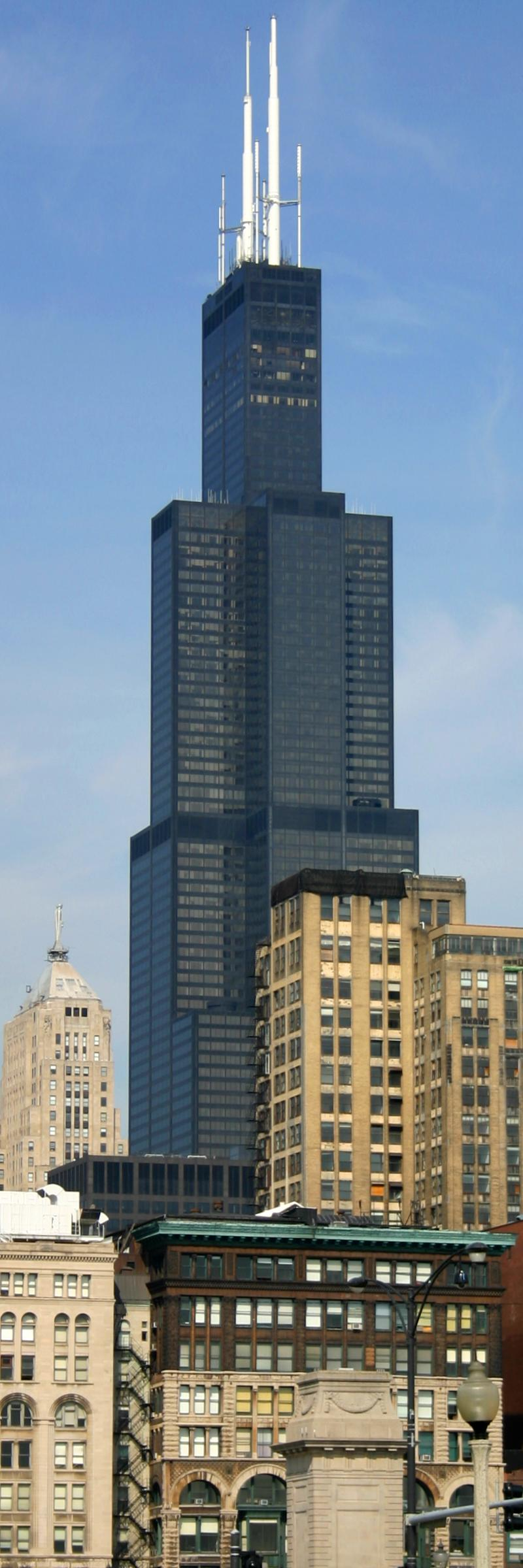
Fotografia de la Torre Willis presa per J. Crocker.
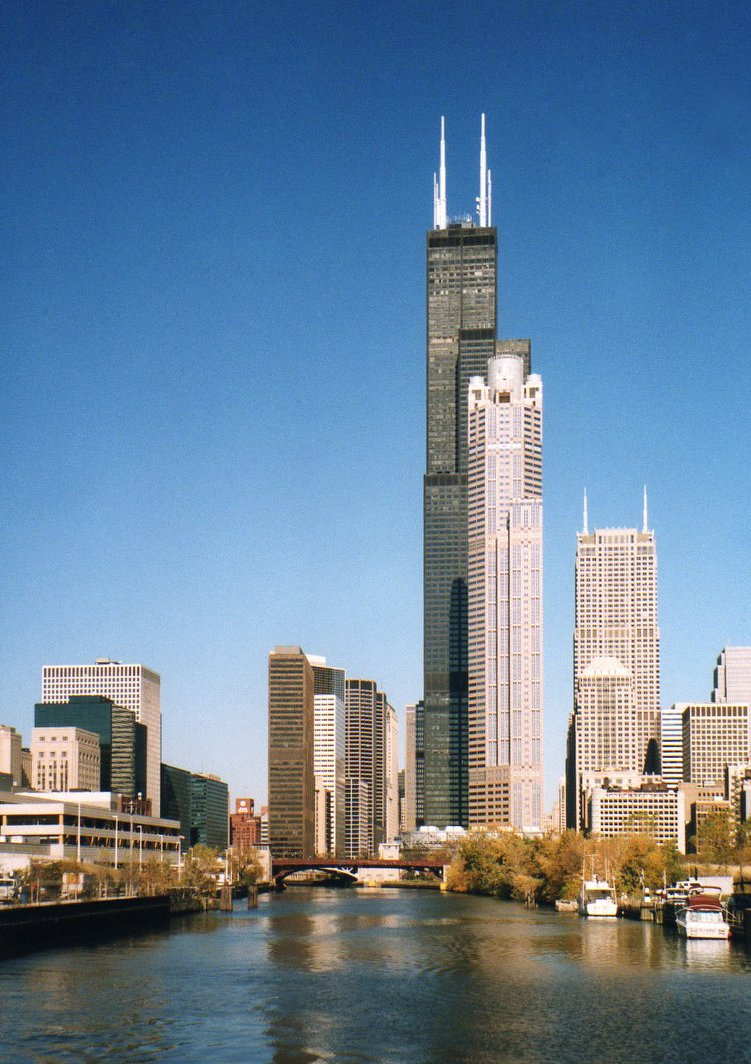
La torre en un dia assolellat.
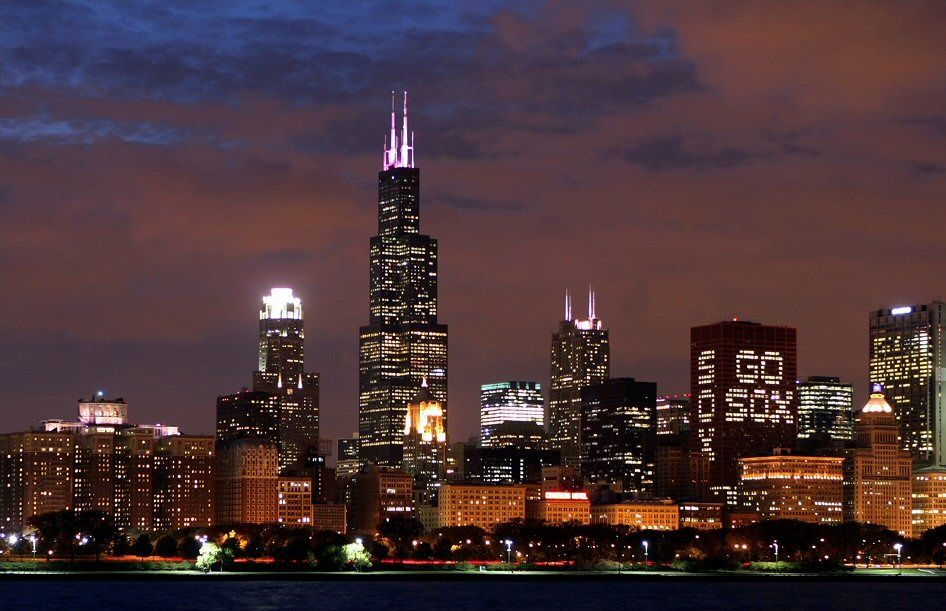
Vista de nit de la zona.
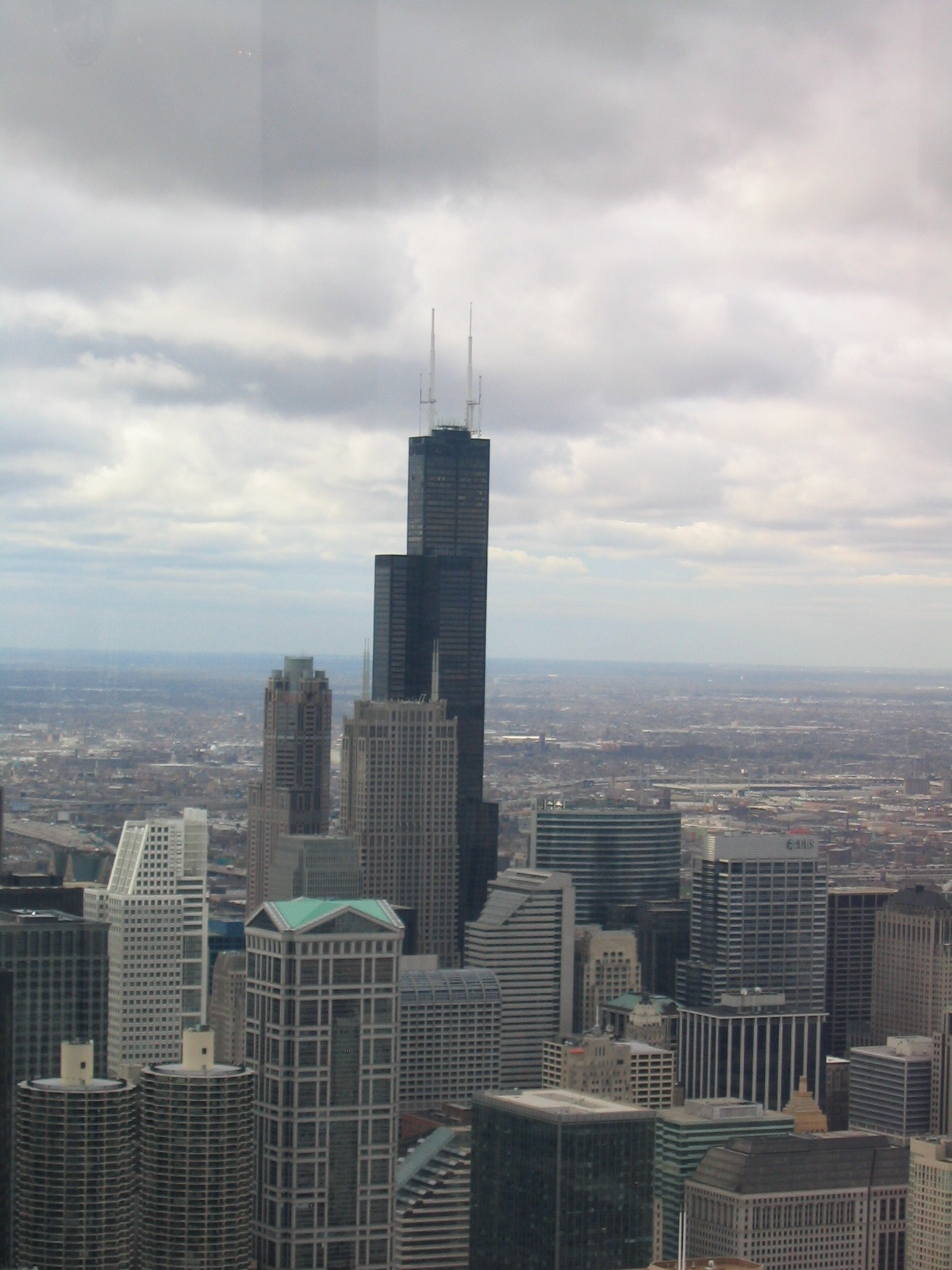
L'edifici en un dia ennuvolat.
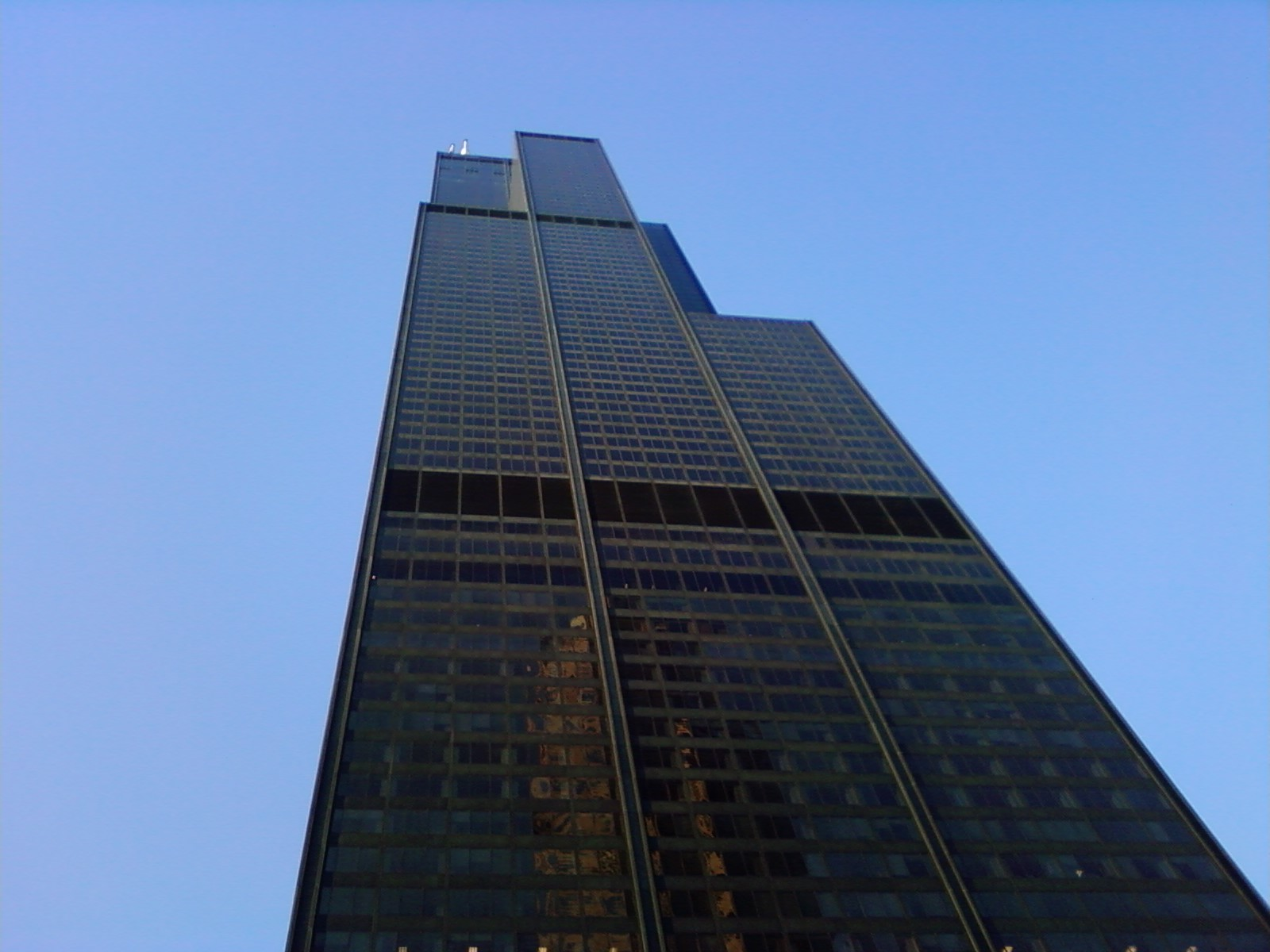
Una imatge mirant cap amunt.
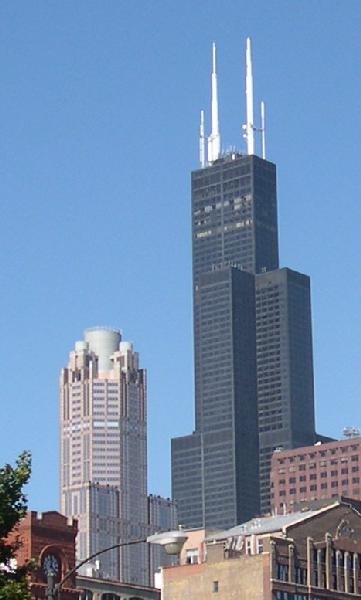
La Torre Willis i el 311 South Wacker Drive.